# ジェームズ・マクドナルド (競馬)
ジェームズ・マクドナルド（英語: James McDonald、1992年1月6日 - ）は、ニュージーランドの騎手である。

## 来歴
1992年1月6日にニュージーランドにて誕生。
父の厩舎で見習い騎手となり、2007年8月にニュージーランドで初勝利を挙げる。翌年の4月にはスペシャルミッションでブリーダーズステークスを制してデビュー年でG1初制覇を果たした。
2年目となった2008/2009年シーズンには、ニュージーランドオークスを含む125勝を挙げて、17歳という若さでニュージーランドのチャンピオンジョッキーに君臨する快挙を成した。
2010/2011年シーズンには、リサ・クロップが保持したニュージーランドのシーズン最多勝記録を10勝も上回る207勝を記録して更新して2度目のチャンピオンジョッキーとなった。
その後はオーストラリアへと主戦場を移すこととする。2013年4月にはイッツアダンディールでオーストラリアンダービーを優勝。
続いて2013/2014年シーズンでは、イッツアダンディールでクイーンエリザベスステークス、モスファンでゴールデンスリッパーステークス、ライジングロマンスでオーストラリアンオークスを優勝するなどの活躍を見せて、ニューサウスウェールズ州の主要競馬場におけるリーディンクジョッキーを獲得した。
上記の活躍が認められたことで、2015年3月にゴドルフィンのオーストラリアにおける主戦騎手として抜擢される。ハートネルでザBMW、コントリビューターでランヴェットステークスとゴドルフィンの所有馬でG1制覇。また、日本調教馬のリアルインパクトに騎乗してジョージライダーステークスを優勝した。
2015/2016年シーズンには、再びリーディングジョッキーとなった。
2016年11月15日、自身の騎乗馬の馬券を購入する競馬賭博に関与したことが発覚。18カ月の資格停止処分を受ける。
2018年5月16日に騎手として復帰。復帰初戦をクリス・ウォーラー厩舎のコーマックで優勝。これ以降ウォーラー厩舎との繋がりが色濃くなった。10月のコーフィールドギニーをウォーラー厩舎のジオータムサンで優勝して復帰後初のG1制覇を挙げた。
2018/2019年シーズンは2位に27勝もの大差を付けてリーディングジョッキーを獲得して完全復活を証明した。
2020/2021年ジーズンでは、ネイチャーストリップでTJスミスステークス、ベリーエレガントでランヴェットステークスなど勝利して、ニューサウスウェールズ州でのG1勝利数は6つとなった。また、3シーズン連続でリーディングジョッキーとなった。
2024年6月2日、日本の安田記念をロマンチックウォリアーで制してJRA初勝利を挙げた。
2024年12月15日、沙田競馬場9Rにて騎乗していたスイフトアセンドの進路を求め外へ馬を出したところ、外を走っていた別の馬を押し出し、更にその後ろを走っていたジョイフルハンターがつまずき転倒、鞍上のライル・ヒューイットソンが落馬する事故を引き起こしたため、6万香港ドルの罰金処分及び12月26日から翌2025年1月16日（開催7日間）までの間の騎乗停止処分を受ける。

## 主な勝ち鞍

### 日本
- 安田記念（2024年 Romantic Warrior）

### イギリス
- キングズスタンドステークス（2022年 Nature Strip）

### オーストラリア
- 1000ギニー（2022年 Madame Pommery、2023年 Joliestar）
- TJスミスステークス（2020年、2021年、2022年 Nature Strip）
- VRCオークス（2023年 Zardozi）
- アンダーウッドステークス（2014年 It's A Dundeel）
- ヴァイナリースタッドステークス（2019年 Verry Elleegant、2024年 Orchestral）
- ヴィクトリアダービー（2023年 Riff Rocket）
- ウィンクスステークス（2020年 Verry Elleegant、2022年 Anamoe、2023年 Fangirl）
- エプソムハンデキャップ（2016年 Haruaki）
- エンパイアローズステークス（2018年 Shillelagh）
- オーストラリアンオークス（2014年 Rising Romance、2019年 Verry Elleegant）
- オーストラリアンダービー（2013年 It's A Dundeel、2024年 Riff Rocket）
- オールエイジドステークス（2022年 Cascadian）
- カンタベリーステークス（2015年 Cosmic Endeavour、2016年 Holler）
- クイーンエリザベスステークス（2014年 It's A Dundeel、2025年Via Sistina）
- クイーンオブザターフステークス（2024年 Zougotcha）
- クイーンズランドオークス（2011年 Scarlett Lady）
- クイーンズランドダービー（2021年 Kukeracha、2023年 Kovalica）
- クールモアクラシック（2024年 Zougotcha）
- クールモアスタッドステークス（2021年 Home Affairs、2022年 In Secret）
- コックスプレート（2022年 Anamoe、2023年 Romantic Warrior、2024年Via Sistina）
- コーフィールドギニー（2014年 Shooting To Win、2018年 The Autumn Sun、2022年 Golden Mile）
- コーフィールドステークス（2022年 Anamoe）
- ゴールデンスリッパーステークス（2014年 Mossfun）
- ゴールデンローズステークス（2015年 Exosphere、2016年 Astern）
- サイアーズプロデュースステークス（2021年 Anamoe）
- ザギャラクシー（2012年 Temple Of Boom、2019年 Nature Strip）
- スプリングチャンピオンステークス（2012年 It's A Dundeel）
- シャンペンステークス（2021年 Captivant、2024年 Broadsiding）
- ジョージメインステークス（2021年 Verry Elleegant、2022年 Anamoe、2023年 Fangirl）
- ジョージライダーステークス（2015年 Real Impact、2023年 Anamoe）
- タンクレッドステークス（2015年 Hartnell、2019年 Avilius、2020年 Verry Elleegant）
- ダーレースプリントクラシック（2015年 Delectation、2019年、2021年 Nature Strip）
- ターンブルステークス（2016年 Hartnell）
- チッピングノートンステークス（2015年 Contributer、2021年、2022年 Verry Elleegant、2023年 Anamoe）
- ドゥームベンカップ（2021年 Zaaki）
- フライトステークス（2019年 Funstar、 2022年 Zougotcha）
- マッキノンステークス（2021年 Zaaki、2023年 Atishu）
- メルボルンカップ（2021年 Verry Elleegant）
- モイアステークス（2019年 Nature Strip）
- ライトニングステークス（2022年 Home Affairs）
- ランヴェットステークス（2015年 Contributer、2021年 Verry Elleegant、2024年 Via Sistina）
- ランドウィックギニーズ（2013年 It's A Dundeel）
- ローズヒルギニー（2013年 It's A Dundeel、2022年 Anamoe）

### ニュージーランド
- オークランドカップ（2012年 Shez Sinsational）
- ザビールクラシック（2011年 Shez Sinsational、2019年 True Enough）
- テレグラフハンデキャップ（2012年 Guiseppina）
- ニュージーランドインターナショナルステークス（2012年 Shez Sinsational）
- ニュージーランドオークス（2009年 Jungle Rocket）
- ニュージーランドステークス（2012年 Scarlett Lady）
- ニュージーランドダービー（2012年 Silent Achiever）
- ニュージーランドサラブレッドブリーダーズステークス（2008年 Special Mission）
- ハウヌイファームWFAクラシック（2011年 Keep The Peace）
- マッジウェイステークス（2010年 Keep The Peace）

### 香港
- クイーンエリザベス2世カップ（2022年、2023年、2024年 Romantic Warrior）
- クイーンズシルヴァージュビリーカップ（2023年 Lucky Sweynesse）
- チャンピオンズマイル（2012年 Xtension）
- 香港カップ（2022年、2023年、2024年 Romantic Warrior）
- 香港ゴールドカップ（2024年 Romantic Warrior、2025年 Voyage Bubble）
- 香港スチュワーズカップ（2024年、2025年 Voyage Bubble）
- チャンピオンズ&チャターカップ（2025年 Voyage Bubble）

## 成績

### 日本
|                                                | 日付          | 競馬場・開催    | 競走名         | 馬名                   | 頭数 | 人気 | 着順 |
| ---------------------------------------------- | ------------- | --------------- | -------------- | ---------------------- | ---- | ---- | ---- |
| 初騎乗                                         | 2014年4月27日 | 5回東京8日目8R  | 3歳以上500万下 | ジェイケイニュース     | 16頭 | 10   | 9着  |
| 初勝利 重賞初騎乗 重賞初勝利 GI初騎乗 GI初勝利 | 2024年6月2日  | 3回東京5日目11R | 安田記念       | ロマンチックウォリアー | 18頭 | 1    | 1着  |